# Населення М'янми
Населення М'янми. Чисельність населення країни 2015 року становила 56,320 млн осіб (25-те місце у світі). Оцінка кількості населення цієї держави враховує ефекти зайвої смертності через захворювання на СНІД. Чисельність м'янманців стабільно збільшується, народжуваність 2015 року становила 18,39 ‰ (97-ме місце у світі), смертність — 7,96 ‰ (101-ше місце у світі), природний приріст — 1,01 % (116-те місце у світі) . 

## Природний рух

### Відтворення
Народжуваність у М'янмі, станом на 2015 рік, дорівнює 18,39 ‰ (97-ме місце у світі). Коефіцієнт потенційної народжуваності 2015 року становив 2,16 дитини на одну жінку (102-ге місце у світі). Рівень застосування контрацепції 46 % (станом на 2010 рік). Середній вік матері при народженні першої дитини становив 21,8 року (оцінка на 2007 рік).
Смертність у М'янмі 2015 року становила 7,96 ‰ (101-ше місце у світі).
Природний приріст населення в країні 2015 року становив 1,01 % (116-те місце у світі).

### Вікова структура

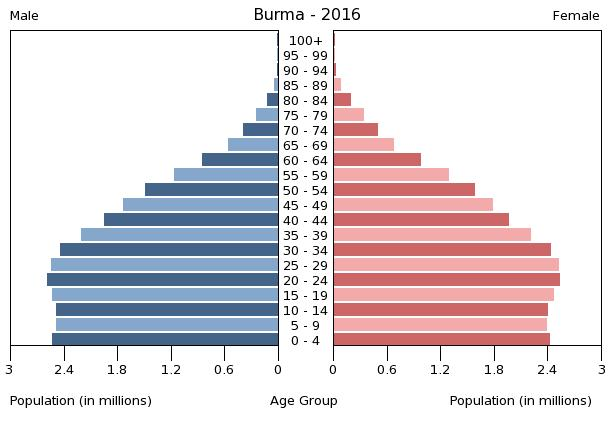
Віково-статева піраміда населення М'янми, 2016 рік

Середній вік населення М'янми становить 28,6 року (126-те місце у світі): для чоловіків — 28, для жінок — 29,3 року. Очікувана середня тривалість життя 2015 року становила 66,29 року (171-ше місце у світі), для чоловіків — 63,89 року, для жінок — 68,82 року.
Вікова структура населення М'янми, станом на 2015 рік, має такий вигляд:
- діти віком до 14 років — 26,07 % (7 485 419 чоловіків, 7 194 500 жінок);
- молодь віком 15—24 роки — 18,02 % (5 138 185 чоловіків, 5 009 470 жінок);
- дорослі віком 25—54 роки — 43,31 % (12 132 302 чоловіки, 12 261 750 жінок);
- особи передпохилого віку (55—64 роки) — 7,24 % (1 919 725 чоловіків, 2 157 789 жінок);
- особи похилого віку (65 років і старіші) — 5,36 % (1 313 711 чоловіків, 1 707 355 жінок)[1].

### Шлюбність— розлучуваність
Середній вік, коли чоловіки беруть перший шлюб, дорівнює 24,0 року, жінки — 20,5 року, загалом — 22,3 року (дані за 2007 рік).

## Розселення
Густота населення країни 2015 року становила 82,5 особи/км² (127-ме місце у світі).

### Урбанізація
М'янма середньоурбанізована країна. Рівень урбанізованості становить 34,1 % населення країни (станом на 2015 рік), темпи зростання частки міського населення — 2,49 % (оцінка тренду за 2010—2015 роки).
Головні міста держави: Янгон — 4,802 млн осіб, Мандалай — 1,167 млн осіб, Найп'їдо (столиця) — 1,03 млн осіб (дані за 2015 рік).

### Міграції
Річний рівень еміграції 2015 року становив 0,28 ‰ (124-те місце у світі). Цей показник не враховує різниці між законними і незаконними мігрантами, між біженцями, трудовими мігрантами та іншими.

#### Біженці й вимушені переселенці
Станом на 2015 рік, в країні зареєстровано 644 тис. внутрішньо переміщених осіб, переважно повстанці етнічних менших на кордонах з Китаєм і Таїландом.
У країні перебуває 938 тис. осіб без громадянства, переважно мусульмани штату, яких уряд М'янми визнає «іноземними резидентами». Згідно з планом 2014 року вони можуть бути натуралізовані, якщо доведуть постійне проживання їхньої родини в країні останні 60 років, або бути інтерн
М'янма є членом Міжнародної організації з міграції (IOM).

## Расово-етнічний склад
| Етнічний склад (2010 рік) | Етнічний склад (2010 рік) | Етнічний склад (2010 рік) | Етнічний склад (2010 рік) | Етнічний склад (2010 рік) |
| ------------------------- | ------------------------- | ------------------------- | ------------------------- | ------------------------- |
| Етнос:                    |                           |                           | Відсоток:                 |                           |
| бірманці                  | бірманці                  |                           | 68%                       | 68%                       |
| шани                      | шани                      |                           | 9%                        | 9%                        |
| карени                    | карени                    |                           | 7%                        | 7%                        |
| араканці                  | араканці                  |                           | 4%                        | 4%                        |
| китайці                   | китайці                   |                           | 3%                        | 3%                        |
| індійці                   | індійці                   |                           | 2%                        | 2%                        |
| мони                      | мони                      |                           | 2%                        | 2%                        |
| інші                      | інші                      |                           | 5%                        | 5%                        |

Головні етноси країни: бірманці — 68 %, шани — 9 %, карени — 7 %, араканці — 4 %, китайці — 3 %, індійці — 2 %, мони — 2 %, інші — 5 % населення.

## Мови
| Мови М'янми (2015 рік) | Мови М'янми (2015 рік) | Мови М'янми (2015 рік) | Мови М'янми (2015 рік) | Мови М'янми (2015 рік) |
| ---------------------- | ---------------------- | ---------------------- | ---------------------- | ---------------------- |
| Мова:                  |                        |                        | Відсоток:              |                        |
| бірманська             | бірманська             |                        | %                      | %                      |

Офіційна мова: бірманська.

Етнолінгвістична мапа М'янми

## Релігії
| Релігії в М'янмі (2014 рік) | Релігії в М'янмі (2014 рік) | Релігії в М'янмі (2014 рік) | Релігії в М'янмі (2014 рік) | Релігії в М'янмі (2014 рік) |
| --------------------------- | --------------------------- | --------------------------- | --------------------------- | --------------------------- |
| Віросповідання:             |                             |                             | Відсоток:                   |                             |
| буддисти                    | буддисти                    |                             | 87.9%                       | 87.9%                       |
| християни                   | християни                   |                             | 6.2%                        | 6.2%                        |
| мусульмани                  | мусульмани                  |                             | 4.3%                        | 4.3%                        |
| анімісти                    | анімісти                    |                             | 0.8%                        | 0.8%                        |
| індуїсти                    | індуїсти                    |                             | 0.5%                        | 0.5%                        |
| інші                        | інші                        |                             | 0.2%                        | 0.2%                        |
| атеїсти                     | атеїсти                     |                             | 0.1%                        | 0.1%                        |

Головні релігії й вірування, які сповідує, і конфесії та церковні організації, до яких відносить себе населення країни: буддизм — 87,9 %, християнство — 6,2 %, іслам — 4,3 % (переважно штат Ракхайн), анімізм — 0,8 %, індуїзм — 0,5 %, інші — 0,2 %, не сповідують жодної — 0,1 % (станом на 2014 рік).

## Освіта
Рівень письменності 2015 року становив 93,1 % дорослого населення (віком від 15 років): 95,2 % — серед чоловіків, 91,2 % — серед жінок. (172-ге місце у світі). Середня тривалість освіти становить 8 років (станом на 2010 рік).

## Охорона здоров'я
Забезпеченість лікарями в країні на рівні 0,61 лікаря на 1000 мешканців (станом на 2012 рік). Забезпеченість лікарняними ліжками в стаціонарах — 0,6 ліжка на 1000 мешканців (станом на 2006 рік). Загальні витрати на охорону здоров'я 2014 року склали 2,3 % від ВВП країни (191-ше місце у світі).
Смертність немовлят до 1 року, станом на 2015 рік, становила 43,55 ‰ (48-ме місце у світі); хлопчиків — 49,84 ‰, дівчаток — 36,88 ‰. Рівень материнської смертності 2015 року становив 178 випадків на 100 тис. народжень (54-те місце у світі).
М'янма входить до складу ряду міжнародних організацій: Міжнародного руху (ICRM) і Міжнародної федерації товариств Червоного Хреста і Червоного Півмісяця (IFRCS), Дитячого фонду ООН (UNISEF), Всесвітньої організації охорони здоров'я (WHO).

### Захворювання
Потенційний рівень зараження інфекційними хворобами в країні дуже високий. Найпоширеніші інфекційні захворювання: діарея, гепатит А, черевний тиф, гарячка денге, малярія, японський енцефаліт, лептоспіроз, сказ (станом на 2016 рік).
2014 року зареєстровано 212,6 тис. хворих на СНІД (27-ме місце у світі), це 0,69 % населення в репродуктивному віці 15—49 років (55-те місце у світі). Смертність 2014 року від цієї хвороби становила 10,1 тис. осіб (23-тє місце у світі).
Частка дорослого населення з високим індексом маси тіла 2014 року становила 2,9 % (172-ге місце у світі); частка дітей віком до 5 років зі зниженою масою тіла становила 22,6 % (оцінка на 2010 рік). Ця статистика показує як власне стан харчування, так і наявну/гіпотетичну поширеність різних захворювань.

### Санітарія
Доступ до облаштованих джерел питної води 2015 року мало 92,7 % населення в містах і 74,4 % в сільській місцевості; загалом 80,6 % населення країни. Відсоток забезпеченості населення доступом до облаштованого водовідведення (каналізація, септик): в містах — 84,3 %, в сільській місцевості — 73,9 %, загалом по країні — 77,4 % (станом на 2015 рік). Споживання прісної води, станом на 2005 рік, дорівнює 33,23 км³ на рік, або 728,6 тонни на одного мешканця на рік: з яких 10 % припадає на побутові, 1 % — на промислові, 89 % — на сільськогосподарські потреби.

## Соціально-економічне становище
Співвідношення осіб, що в економічному плані залежать від інших до осіб, працездатного віку (15—64 роки) загалом становить 49,1 % (станом на 2015 рік): частка дітей — 41,1 %; частка осіб похилого віку — 8 %, або 12,5 потенційно працездатного на 1 пенсіонера. Загалом ці показники характеризують рівень потреби державної допомоги в секторах освіти, охорони здоров'я та пенсійного забезпечення, відповідно. За межею бідності 2007 року перебувало 32,7 % населення країни. Розподіл доходів домогосподарств в країні має такий вигляд: нижній дециль — 2,8 %, верхній дециль — 32,4 % (станом на 1998 рік).
Станом на 2013 рік, у країні 36,3 млн осіб не має доступу до електромереж; 52 % населення має доступ, в містах цей показник дорівнює 95 %, у сільській місцевості — 31 %. Рівень проникнення інтернет-технологій низький. Станом на липень 2015 року в країні налічувалось 12,278 млн унікальних інтернет-користувачів (128-ме місце у світі), що становило 21,8 % від загальної кількості населення країни.

### Трудові ресурси
Загальні трудові ресурси 2015 року становили 36,18 млн осіб (18-те місце у світі). Зайнятість економічно активного населення у господарстві країни розподіляється таким чином: аграрне, лісове і рибне господарства — 70 %; промисловість і будівництво — 7 %; сфера послуг — 23 % (станом на 2001 рік). Безробіття 2015 року дорівнювало 5 % працездатного населення, 2014 року — 5,1 % (51-ше місце у світі).

## Кримінал

#### Наркотики

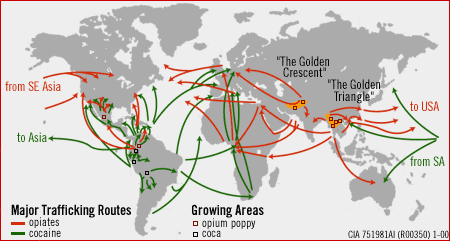
Світові маршрути наркотрафіку

Третій найбільший виробник нелегального опіуму в світі, 2012 року виробництво дорівнювало 690 тонн, що на 13 % більше, ніж у 2011 році, 2012 року загальна площа посівів опійного маку дорівнювала 51 тис. га, що на 17 % більше ніж 2011 року. Найбільшим виробником в країні залишається держава Ша, на яку припадає 94,5 % загального обсягу. Більшість територій вирощування наркотичних рослин не контролюється урядом. Країна — основне джерело метамфетаміну та героїну для Південно-Східної Азії (оцінка ситуації 2013 року).

### Торгівля людьми
Згідно зі щорічною доповіддю про торгівлю людьми (англ. Trafficking in Persons Report) Управління з моніторингу та боротьби з торгівлею людьми Державного департаменту США, уряд М'янми докладає значних зусиль у боротьбі з явищем примусової праці, сексуальної експлуатації, незаконною торгівлею внутрішніми органами, але не повною мірою, країна перебуває у списку спостереження другого рівня.

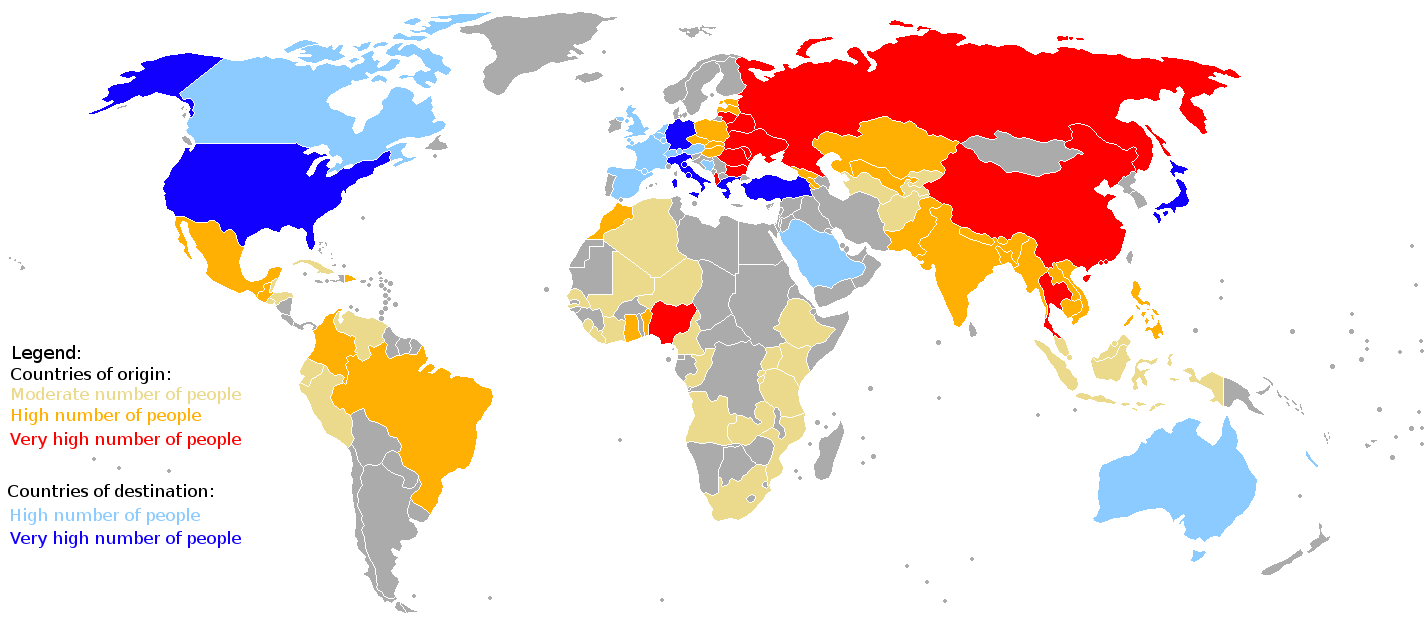
Країни-донори (червоний) і країни-реципієнти кримінальних потоків  (англ.)
Глобальна боротьба з торгівлею людьми (англ.)

## Гендерний стан
Статеве співвідношення (оцінка 2015 року):
- при народженні — 1,06 особи чоловічої статі на 1 особу жіночої;
- у віці до 14 років — 1,04 особи чоловічої статі на 1 особу жіночої;
- у віці 15—24 років — 1,03 особи чоловічої статі на 1 особу жіночої;
- у віці 25—54 років — 0,99 особи чоловічої статі на 1 особу жіночої;
- у віці 55—64 років — 0,89 особи чоловічої статі на 1 особу жіночої;
- у віці за 64 роки — 0,77 особи чоловічої статі на 1 особу жіночої;
- загалом — 0,99 особи чоловічої статі на 1 особу жіночої[1].

## Демографічні дослідження
Демографічні дослідження у країні ведуться рядом державних і наукових установ:

### Українською
- Атлас. 10—11 клас. Економічна і соціальна географія світу / упорядники :  О. Я. Скуратович, Н. І. Чанцева. — К. : ДНВП «Картографія», 2010. — ISBN 978-966-475-639-3.
- Атлас світу / голов. ред. І. С. Руденко ; зав. ред. В. В. Радченко ; відп. ред. О. В. Вакуленко. — К. : ДНВП «Картографія», 2005. — 336 с. — ISBN 9666315467.
- Безуглий В. В. Економічна і соціальна географія зарубіжних країн : Навчальний посібник. — К. : ВЦ «Академія», 2007. — 704 с. — ISBN 978-966-580-239-6.
- Безуглий В. В., Козинець С. В. Регіональна економічна і соціальна географія світу : Навчальний посібник. — видання 2-ге, доп., перероб. — К. : ВЦ «Академія», 2007. — 688 с. — ISBN 966-580-144-9.
- Головченко В. І., Кравчук О. Країнознавство: Азія, Африка, Латинська Америка, Австралія і Океанія. — К., 2006. — 335 с. — ISBN 966-8939-04-2.
- Гудзеляк І. І. Географія населення: Навчальний посібник / І. Гудзеляк. — Л. : Видавничий центр ЛНУ імені Івана Франка, 2008. — 232 с. — ISBN 978-966-613-599-8.
- Дахно І. І. Країни світу: Енциклопедичний довідник / І. І. Дахно, С. М. Тимофієв. — К. : Мапа, 2011. — 606 с. — (Бібліотека нового українця) — ISBN 978-966-8804-23-6.
- Дахно І. І. Економічна географія зарубіжних країн : навчальний посібник. — К. : Центр учбової літератури, 2014. — 319 с. — ISBN 978-611-01-0682-5.
- Джаман В. О. Регіональні системи розселення: демографічні аспекти. — Чернівці : Рута, 2003. — 392 с. — ISBN 9665685988.
- Дорошенко Л. С. Демографія: Навчальний посібник. — К. : МАУП, 2005. — 112 с. — ISBN 966-608-442-2.
- Дубович І. А. Країнознавчий словник-довідник. — 5-те вид., перероб. і доп. — К. : Знання, 2008. — 839 с. — ISBN 978-966-346-330-8.
- Економічна і соціальна географія країн світу. Навчальний посібник / За ред. Кузика С. П. — Л. : Світ, 2002. — 672 с. — ISBN 966-603-178-7.
- Загальна медична географія світу / В. О. Шевченко [та ін.] — К. : [б.в.], 1998. — 178 с.
- Ігнатьєв П. М. Країнознавство: Країни Азії. — Ч. : Книги-XXI, 2004. — 383 с. — ISBN 966-8029-53-4.
- Книш М. М., Мамчур О. І. Регіональна економічна і соціальна географія світу (Латинська Америка та Карибські країни, Африка, Азія, Океанія) : навч. посіб. — Л. : ЛНУ ім. Івана Франка, 2013. — 368 с. — ISBN 978-617-10-0007-0.
- Крисаченко В. С. Динаміка населення: Популяційні, етнічні та глобальні виміри. — К. : Видавництво Національного інституту стратегічних досліджень, 2005. — 368 с. — ISBN 966-554-083-1.
- Любіцева О. О., Мезенцев К. В., Павлов С. В. Географія релігій. — К. : АртЕК, 1999. — 504 с. — ISBN 966-505-006-0.
- Масляк П. О. Країнознавство. — К. : Знання, 2007. — 292 с. — (Вища освіта XXI століття)
- Масляк П. О., Дахно І. І. Економічна і соціальна географія світу / П. О. Масляк, І. І. Дахно ; за ред. П. О. Масляка. — К. : Вежа, 2003. — 280 с. — ISBN 966-7091-53-8.

### Російською
- (рос.) Бирма // Демографический энциклопедический словарь / главн. ред. Валентей Д. И. — М. : Советская энциклопедия, 1985. — 608 с.
- (рос.) Бирма // Страны и народы. Зарубежная Азия. Юго-Восточная Азия / Редкол. : П. И. Пучков (отв. ред.) и др. — М. : «Мысль», 1979. — 303 с. — (Страны и народы) — 180 тис. прим.
- (рос.) Атлас народов мира / Отв. ред. С. И. Брук и В. С. Апенченко. — М. : ГУГК ГГК СССР и Институт этнографии им. Н. Н. Миклухо-Маклая АН СССР, 1964. — 185 с. — 20 тис. прим.
- (рос.) Численность и расселение народов мира. Этнографические очерки / под ред. С. И. Брука. — М. : Издательство АН СССР, 1962. — 487 с.
- (рос.) Лаппо Г. М. География городов: Учебное пособие для географических факультетов вузов. — М. : Туманит, изд. центр ВЛАДОС, 1997. — 476 с. — ISBN 5-691-00047-0.
- (рос.) Ягельский А. География населения. — М. : Прогресс, 1980. — 383 с.